# Physique Pictorial
Physique Pictorial è stata una rivista statunitense, uno dei principali beefcake magazine della metà del XX secolo. Durante la sua pubblicazione trimestrale dal 1951 al 1990, ha esemplificato l'uso della cultura del bodybuilding e delle pose di figure dell'arte classica come copertura per immagini maschili omoerotiche, al fine di eludere le accuse di violazione dell'United States obscenity law, una legge statunitense restrittiva della libertà d'espressione.
Le pagine di Physique Pictorial presentavano principalmente fotografie di Bob Mizer, che era anche editore e direttore della rivista, e consistevano in foto in bianco e nero di giovani uomini atletici, nudi o quasi. La rivista ha anche offerto uno spazio ad artisti omoerotici come Touko Laaksonen (Tom of Finland), George Quaintance, Dom Orejudos (Etienne), Bill Schmeling (Torro, The Hun), e Mike Miksche (Steve Masters), ed è stata una precorritrice di successive pubblicazioni apertamente gay.
Physique Pictorial era pubblicata a Los Angeles dalla Athletic Model Guild di Bob Mizer, un'agenzia di modelli di facciata che forniva la copertura per la pubblicazione della rivista e la vendita di fotografie e filmati attraverso di essa.

## Contesto
Bob Mizer iniziò a lavorare come fotografo di modelli maschili atletici nei primi anni quaranta, fotografando giovani uomini a Muscle Beach. Nel 1947, iniziò a pubblicizzare le sue fotografie nelle pagine finali della rivista di bodybuilding Strength & Health, insieme ad altri fotografi gay dell'epoca. Mizer fu perseguito per la violazione della legge statunitense contro l'oscenità per aver distribuito materiale osceno per posta e condannato a un anno di carcere. Successivamente, il Servizio Postale degli Stati Uniti fece pressione su Strength & Health per interrompere la pubblicazione di annunci per fotografie di uomini atletici, minacciando di revocare il permesso di spedizione di seconda classe. Ciò spinse Mizer a fondare la propria rivista dedicata alla fotografia di uomini atletici destinata a un pubblico gay.

## Storia
Il primo numero della rivista di Mizer fu pubblicato nel maggio 1951 con il titolo Physique Photo News. Sei mesi dopo, la rivista fu ribattezzata Physique Pictorial. Mizer sostenne che il nuovo titolo fosse più adatto poiché, oltre alla fotografia di uomini atletici, la rivista includeva anche opere di artisti come George Quaintance. Il primo numero era un opuscolo gratuito di otto pagine, mentre i numeri successivi aumentarono di dimensioni, con stampe fotografiche a pagina intera. Nel 1952, il prezzo aumentò prima a quindici centesimi, poi a venticinque.
Ci fu un'interruzione nella pubblicazione della rivista per gran parte del 1968. L'autore Jeffrey Escoffier ipotizza che ciò fosse dovuto al fatto che Mizer scontò una pena in prigione per accuse legate alla gestione di un'operazione di prostituzione.
Le pubblicazioni di maschi con fisici atletici persero rapidamente popolarità alla fine degli anni sessanta, quando la giurisprudenza statunitense consentì permise la pubblicazione di nudità integrale. A partire dal 1969, Physique Pictorial cessò di essere una rivista di uomini atletici e iniziò a pubblicare fotografie di nudo maschile. Lo studioso Christopher Nealon descrisse la rivista come divenuta negli anni ottanta "più un catalogo di video di lottatori e bondage".
La rivista concluse la sua pubblicazione originale nel 1990. Nel 2017, fu rilanciata dalla Bob Mizer Foundation con una combinazione di fotografie d'archivio di Mizer e lavori di fotografi contemporanei.

## Contenuto editoriale
Mizer era noto per usare la sezione editoriale di Physique Pictorial per sostenere cause politiche. Era particolarmente intransigente nella sua opposizione alla censura governativa, e utilizzava la rivista per evidenziare i casi di coloro che erano stati condannati per reati legati all'oscenità. Gli editoriali erano anche scritti a sostegno dell'American Civil Liberties Union e contro la pena di morte.
Mizer utilizzava anche le didascalie delle foto per trattare argomenti politici, a volte con testi di più paragrafi.

## Nella cultura popolare
In Perversion for Profit, un film propagandistico anti-gay del 1965, i numeri di Physique Pictorial sono strumetalmente stati mostrati, insieme ad altre riviste di fisiculturismo, come esempi di pubblicazioni destinate a spingere i bambini verso l'omosessualità.
Il film docudrama del 1998 Beefcake racconta la storia di Bob Mizer, Physique Pictorial e dei modelli apparsi nella rivista.

## Stato del copyright
Mizer non incluse avvisi di copyright nei numeri pubblicati tra il 1951 e la fine degli anni settanta, probabilmente perché il contenuto sarebbe stato considerato osceno dall'U.S. Copyright Office. Per questo motivo, i numeri pubblicati prima del 1978 che non contenevano avvisi di copyright, come richiesto dalla legge sul copyright degli Stati Uniti all'epoca, entrarono immediatamente nel pubblico dominio al momento della pubblicazione.